# Campionati svedesi di ski cross 2025
I Campionati svedesi di ski cross 2025 si sono svolti a Idre Fjaell, nel comune di Älvdalen, il 12 aprile. Il programma ha incluso sia la gara femminile che la gara maschile. 
Trattandosi di competizioni valide anche ai fini del punteggio FIS, vi hanno partecipato anche sciatori di altre federazioni, senza che questo consentisse loro di concorrere al titolo nazionale svedese.

## Risultati

### Uomini
| Pos. | Atleta                | Nazione |
| ---- | --------------------- | ------- |
| 1    | David Mobaerg         | Svezia  |
| 2    | Sebastian Engelbrekts | Svezia  |
| 3    | Fredrik Nilsson       | Svezia  |
| 4    | Maans Abersten        | Svezia  |

### Donne
| Pos. | Atleta            | Nazione |
| ---- | ----------------- | ------- |
| 1    | Uma Kruse Een     | Svezia  |
| 2    | Linnea Mobaerg    | Svezia  |
| 3    | Alexandra Nilsson | Svezia  |
| 4    | Soline De Brito   | Svezia  |